# Радка Калчева
Радка Николова Калчева е българска климатоложка.

## Биография
Родена е на 31 юли 1896 г. в Сливен. През 1920 г. завършва физика и математика в Софийския университет. В периода 1938 – 1940 специализира в Берлин – Потсдам, Германия. През 1929 г. и от 1938 до 1952 г. е асистент в Централен метеорологически институт при Министерство на здравеопазването, като в периода 1943 – 1950 г. е ръководител на отдел. От 1952 г. е старши научен сътрудник в Института по хидрология и метеорология при Българска академия на науките. Членка е на Българското географско дружество.
Научните ѝ интереси са в областта на климатологията – слънчево греене, валежи, мелиоративно райониране.
През 1942 г. е удостоена с орден За гражданска заслуга – Дамски кръст ІІІ степен, а през 1966 г. – с орден „Червено знаме на труда“.
Умира през 1984 г.

## Научни трудове
- Флористичен календар на София и цъфтенето на кайсията в България (1936, съавтор);
- 50 Jahre meteorologische Beobachtungen in Sofia (1939);
- Über die Beziehung zwischen den täglichen Gangen der Verdunstung und der spezifischen Feuchtikeit (1939);
- Справочник за валежите в НР България (1962);
- Мелиоративно райониране на НР България: Ч. 1 (1967, съавтор).[1]